# 小寺彰
小寺彰（1952年4月5日—2014年2月10日），日本法学家，专攻国际法、国际经济法，为京都府人。
毕业于東京大学法学部，后留校任教，1980年，任東京都立大学法学部助教、教授。1995年，担任東京大学大学院總合文化研究科教授。2014年去世。

## 著作

### 單著
- 「WTO体制の法構造」（東京大学出版会，2000年）
- 「パラダイム国際法―国際法の基本構成」（有斐閣，2004年）

### 編著
- 「転換期のWTO―非貿易的関心事項の分析」（東洋經濟新報社，2003年）
- 「国際投資協定 仲裁による法的保護」（三省堂，2010年）

### 共編著
- （奥脇直也）「国際法キーワード」（有斐閣，初版・1997年／第2版・2006年）
- （中川淳司）「基本經濟条約集」（有斐閣，2002年）
- （岩田一政・山影進・山本吉宣）「国際関係研究入門〔増補版〕」（東京大学出版会，2003年）
- （岩沢雄司・森田章夫）「講義国際法」（有斐閣，初版・2004年／第2版・2010年）
- （中山信弘・道垣内正人）「国際社会とソフトロー」（有斐閣，2008年）
- （森川幸一・西村弓）「国際法判例百選〔第2版〕」（有斐閣，2011年）